# Арсеньев (аэродром)
Аэродром Арсеньев (официальное наименование Арсеньев «Приморский») — заводской аэродром ААК «Прогресс», расположенный в городе Арсеньеве Приморского края. Аэродром также используется авиационно-спортивным клубом ДОСААФ России «Арсеньевский». С 1959 по 1993 годы на базе аэродрома функционировал аэропорт местных воздушных линий; в настоящее время пассажирские рейсы не выполняются.

## Описание
Характеристики аэродрома:
- одна взлетно-посадочная полоса № 12/30 длиной 1300, шириной 28 м
- перрон 60×230 м
- 5 вертолетных площадок
- наладочно-испытательная площадка
- покрытие: бетон
- светосигнальное оборудование для круглосуточной работы
- аэродромный радиолокационный комплекс ЛИРА-А10, приводные маяки БПРМ и ДПРМ (РМП-200), радиопеленгатор АРП-95

Аэродром используется для испытаний и отправки выпускаемой заводом авиационной продукции, а также для полетов спортивной авиации. На аэродроме базируется самолёт Ан-2 авиационно-спортивного клуба «Арсеньевский», входящего в систему ДОСААФ России, и поисково-спасательный вертолет Ми-8.
Инфраструктура для обслуживания пассажирских рейсов отсутствует.

## История
Грунтовый аэродром был сооружен в 1939 году для строящегося авиаремонтного завода № 116 (ныне ААК «Прогресс»).
В 1959 году на базе аэродрома был организован аэропорт Арсеньев, откуда выполнялись регулярные пассажирские рейсы во Владивосток и другие пункты Приморского края. В аэропорту имелся одноэтажный деревянный аэровокзал. Во второй половине 1980-х гг аэропорт ежедневно принимал и отправлял до пяти рейсов во Владивосток (самолет Ан-2) и два рейса в Хабаровск (самолет Л-410).
В 1989 году выполнялись рейсы Владивосток — Арсеньев и Арсеньев — Хабаровск на самолёте Як-40, для которых фактически использовался военный аэродром Варфоломеевка с бетонной ВПП, находящийся в 24 км от Арсеньева. Самолёт отправлялся утром из Владивостока, делал посадку в Варфоломеевке, потом следовал в Хабаровск и в тот же день возвращался обратным маршрутом. Пассажиры проходили регистрацию и предполетный досмотр в аэровокзале аэропорта Арсеньев, после чего доставлялись автобусом непосредственно на летное поле в Варфоломеевку к трапу самолёта. На обратном пути этот же автобус доставлял в город прибывших пассажиров. Аэродром Арсеньев с грунтовой ВПП продолжал использоваться для рейсов, выполняемых самолётами Ан-2. Таким образом, в этот период аэропорт Арсеньев функционировал в необычной конфигурации «один терминал — два аэродрома», причем в расписании аэропорта Владивосток пунктом назначения рейса, выполнявшегося на Як-40, был указан Арсеньев, а в расписании аэропорта Хабаровск — Варфоломеевка.
В 1993 году аэропорт был закрыт как нерентабельный. Здание аэровокзала было позже снесено, хотя остановка городских автобусов сохранила название «Аэропорт». Аэродром продолжает эксплуатироваться заводом и аэроклубом.
В феврале 1993 года на специально подготовленную ВПП аэродрома Арсеньев первый и единственный раз произвел посадку и взлет самолёт Ан-22, доставивший крупногабаритный груз для завода.
В мае 2016 года началась реконструкция аэродрома со строительством бетонной ВПП вместо грунтовой. Также были расширены вертолетные площадки, построен перрон для стоянки воздушных судов, установлено радиолокационное и светосигнальное оборудование. Реконструированный аэродромный комплекс открылся 14 февраля 2018 года.

## Комментарии
1. ↑  Начиная с 2014 года авиакомпания "Аврора" и администрация Приморского края декларируют возможность строительства пассажирского терминала и возобновления регулярных рейсов.[2][3]